# Eccessiva onerosità
In diritto, l'eccessiva onerosità (artt. 1467-1469 c.c.) designa un'alterazione sopravvenuta del sinallagma dei contratti di durata (vale a dire, dei "contratti ad esecuzione continuata o periodica ovvero a esecuzione differita": art. 1467, co. 1, c.c.), che determina la caducazione dell'interesse della parte alla prosecuzione del rapporto contrattuale.
Tale eccessiva onerosità può esplicarsi o in un aggravamento della prestazione della parte che lamenti la disfunzione sopravvenuta del contratto (eccessiva onerosita diretta) o nella diminuzione dell'utilità che la controprestazione può apportare alla parte (eccessiva onerosità indiretta, sempre che una controprestazione sia stata pattuita).
A fronte di tale sopravvenienza, la parte interessata potrà domandare la risoluzione del contratto (art. 1467, co. 1, c.c.), salva la riconduzione del rapporto contrattuale ad equità su istanza dell'altra parte (art. 1467, co. 3, c.c.).

## Ratio dell'istituto
La ratio dell'istituto risiede nella necessità di tutelare l'equilibrio del rapporto contrattuale, irrimediabilmente compromesso dalla eccessiva onerosità sopravvenuta di una delle prestazioni in esso dedotte, tale da comportare un difetto sopravvenuto della causa del contratto.
Ciò, in quanto l'alterazione sopravvenuta del sinallagma, che determini una sproporzione del valore della prestazione rispetto a quello della controprestazione (o viceversa), non consente più (salva la riconduzione ad equità) di realizzare la funzione che in concreto le parti avevano attribuito al contratto al momento della sua stipulazione, individuando un punto di equilibrio.
Da questo punto di vista, la sopravvenienza dell'onerosità consente di distinguere tale fattispecie da quella, per certi versi affine, dell'originario squilibrio del contenuto oggettivo del contratto (con prestazioni corrispettive), che invece comporta (oltre ad un difetto genetico parziale della causa) la rescindibilità della fattispecie contrattuale (ex artt. 1447 e 1448 c.c.). 
Allo stesso tempo, la sopravvenienza, unitamente alla sua incidenza sinallagmatica, accomuna la fattispecie della eccessiva onerosità a quelle dell'inadempimento per causa imputabile (artt. 1453-1462 c.c.) e della impossibilità sopravvenuta per causa non imputabile (artt. 1463-1466 c.c.), che infatti, seppur partitamente regolate, sono egualmente soggette alla disciplina della risoluzione del contratto (Capo XIV). 

## Disciplina della risoluzione
La risoluzione non può essere domandata se l'onerosità "rientra nell'alea normale del contratto" (art. 1467, co. 2, c.c.).
La locuzione "alea" designa, in tal caso, l'alea economica del contratto, con ciò intendendosi il rischio dell'incidenza di fattori imprevedibili sul valore delle prestazioni dedotte nel contratto, e che è presente in ogni fattispecie contrattuale. 
Tale concetto va distinto da quello di alea in senso giuridico, che connota l'elemento causale dei contratti aleatori (cfr. art. 1469 c.c.), e che designa, invece, il rischio relativo al risultato economico del contratto (perdite, vantaggi, ecc.). 
L'eccessiva onerosità non ha effetto nemmeno sui contratti che siano aleatori "per loro natura o per volontà delle parti" (art. 1469 c.c.).
Quando invece il contratto comporti l'assunzione di obbligazioni di una sola delle parti, questa non può richiedere la risoluzione del contratto, bensì "una riduzione della sua prestazione ovvero una modificazione nelle modalità di esecuzione, sufficienti per ricondurla ad equità" (art. 1468 c.c.).
| Controllo di autorità | Thesaurus BNCF 50044 |